# Marc Simon Maria Sosef
Marc Simon Maria Sosef, né à Delft le 4 septembre 1960, est un botaniste et taxonomiste néerlandais, professeur de biosystématique à l'université de Wageningue, spécialiste de la flore africaine (Begoniaceae, Ochnaceae, Poaceae).